# Leda e o Cisne (Leonardo da Vinci)
Leda e o Cisne é uma pintura perdida de Leonardo da Vinci representando Leda – rainha de Esparta – e Zeus, transfigurado em cisne.
O estilo de Leonardo é muito bem comportado, parece ser o primeiro nu de suas obras. Mas em sua época essa pintura foi tratada por seus contemporâneos como um tema muito erótico.
Aqui se pode observar toda a sua técnica sobre perspectiva aérea. Em primeiro plano as linhas dos contornos são mais vivos e à medida que a imagem vai se afastando, ela perde a nitidez, devido à atmosfera.
A obra original foi destruída, mas foi vista por muitos artistas e suscitou a admiração geral, como o comprovam as nove cópias que atualmente se conhecem, das quais três em Galeria.

## Primeira versão
Em 1504, Leonardo começou a fazer estudos para uma pintura que, tanto quanto se conhece, nunca foi executada de Leda sentada no chão com os seus filhos. Existem três esboços desta Leda por Leonardo:
- Leda e o Cisne, caneta e tinta e lavagem sobre giz preto sobre papel, 160 x 139 mm. 1503 - 1507, Devonshire Collection, Chatsworth
- Estudo para Leda ajoelhada, giz preto, caneta e tinta sobre papel, 126 x 109 cm. 1503 - 1507, Museu Boijmans Van Beuningen, Roterdão (imagem ao lado)
- Estudos de Leda e um Cavalo, giz preto, pincel e tinta sobre papel, 1503 - 1507, Royal Library, Windsor

Uma cópia completa de Leda e os seus Filhos (em Galeria) por Giampietrino está na Gemäldegalerie Alte Meister, Kassel (c. 1520, óleo sobre madeira, 128 x 106 cm).

## História
Da Vinci deve ter trabalhado na Leda, um caso raro de tema mitológico na sua obra, na última fase da sua actividade, talvez já durante a sua segunda estada em Florença, após o que levou a obra com ele para Milão e daqui para França. Um estudo de Rafael (Windsor, 1500) sobre um desenho preparatório de Leonardo, sugere que  1505 a obra já tinha sido iniciada, dado que o artista de Urbino apenas a poderia ter visto em Florença.
A primeira menção à Leda de Leonardo remonta ao manuscrito Anonimo Gaddiano de cerca 1540.
A Leda deve ter sido concluída durante a estada em Milão, como parece confirmar a presença da cartolina final na casa Casnedi de Milão ainda no início do século XVIII (mais tarde perdeu-se) e a constatação de que a maioria das cópias existentes foi gerada na Lombardia.
Em 1590, o original de Leonardo foi localizado em França por Gian Paolo Lomazzo, nas coleções reais, juntamente com a Mona Lisa. Depois, em 1625, o colecionador de arte Cassiano dal Pozzo descreveu a obra situando-a no Palácio de Fontainebleau, em mau estado de conservação: 
«Uma Leda de pé, quase inteiramente nua, com o cisne e dois ovos, de cujas conchas quebradas saem quatro bebês. Esta obra, embora um pouco seca no estilo, está requintadamente terminada, especialmente no peito da mulher; e para o resto da paisagem e da vida vegetal foram tratados com a maior diligência. Infelizmente, a pintura está em mau estado porque foi feita em três longos painéis que se separaram e quebraram uma certa parte de pintura.
No final do século XVII, perdeu-se-lhe definitivamente o rasto.

## Galeria de cópias

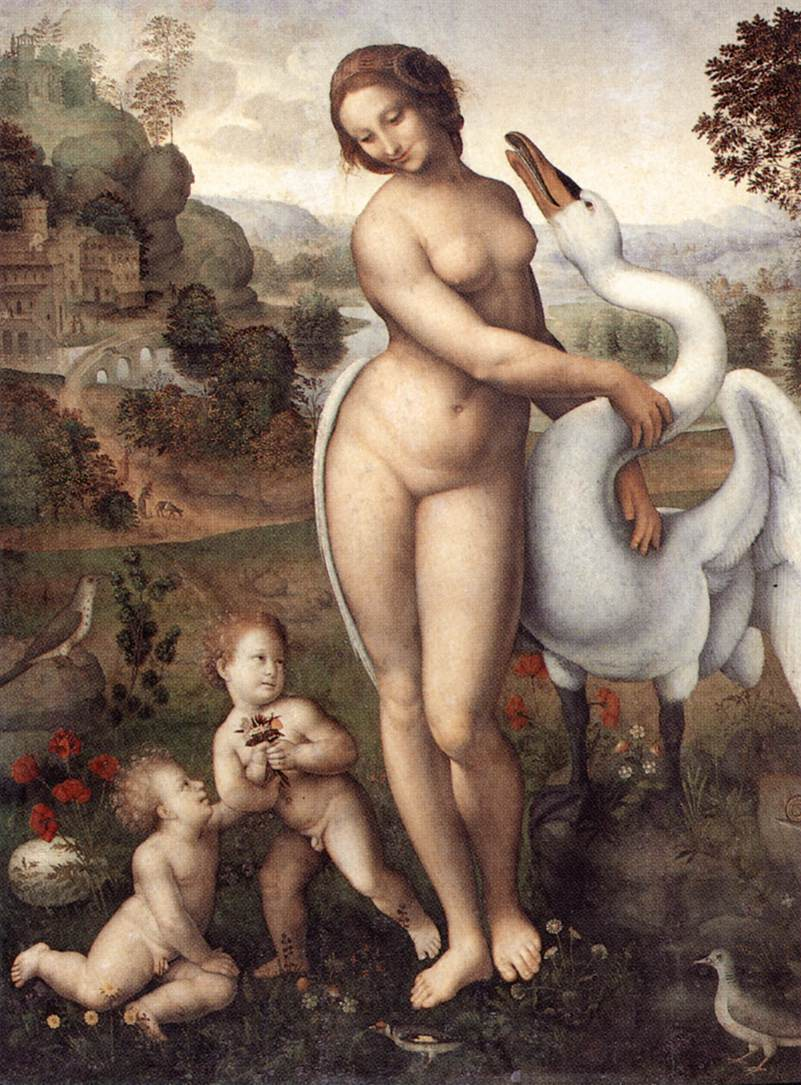
Leda e o Cisne (c. 1510-1515) Atribuído a Il Sodoma, atualmente na Galleria Borghese, Roma.
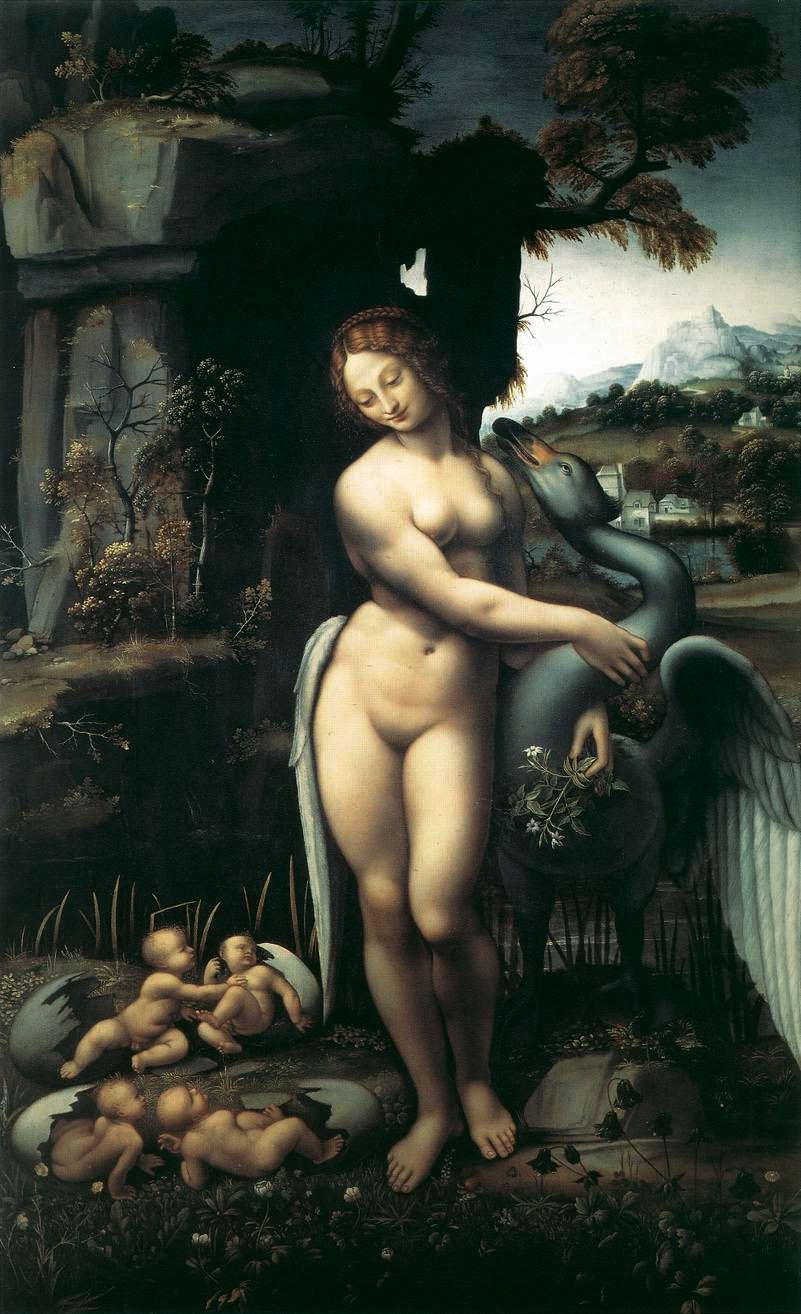
Leda e o Cisne (c. 1515) Provavelmente de Francesco Melzi, atualmente na Galleria degli Uffizi, Florença.
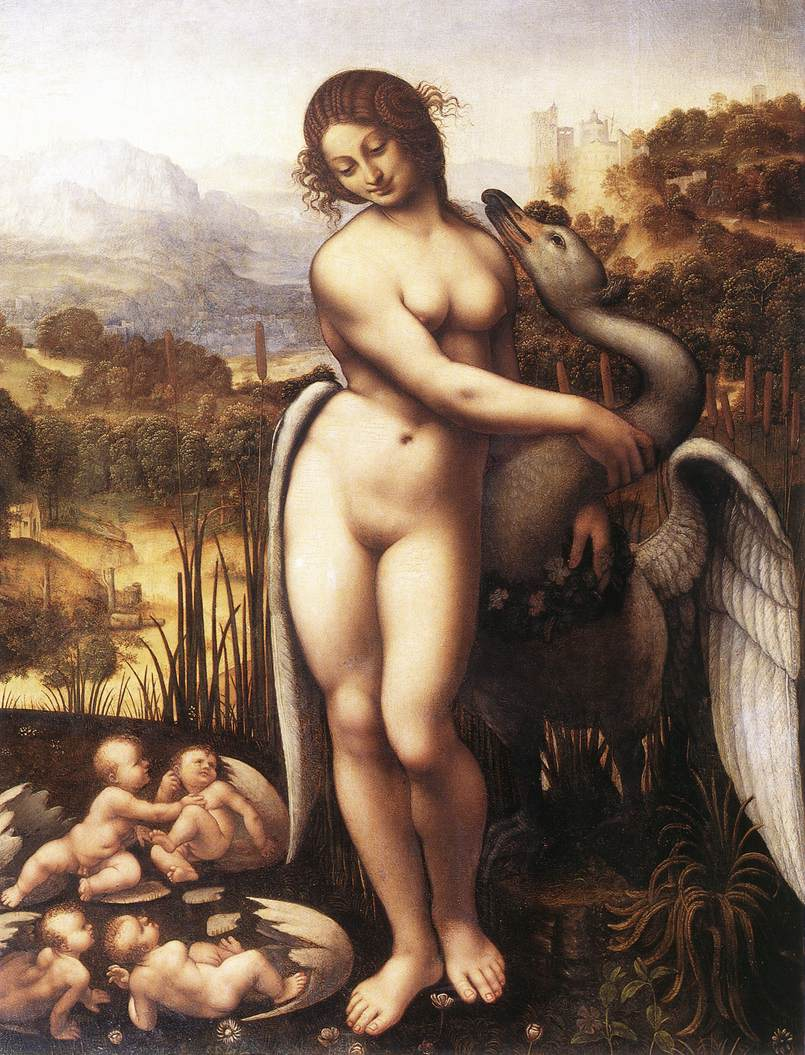
Leda e o Cisne (c. 1515-1520) Por Cesare da Sesto?, atualmente na Wilton House, Salisbury.
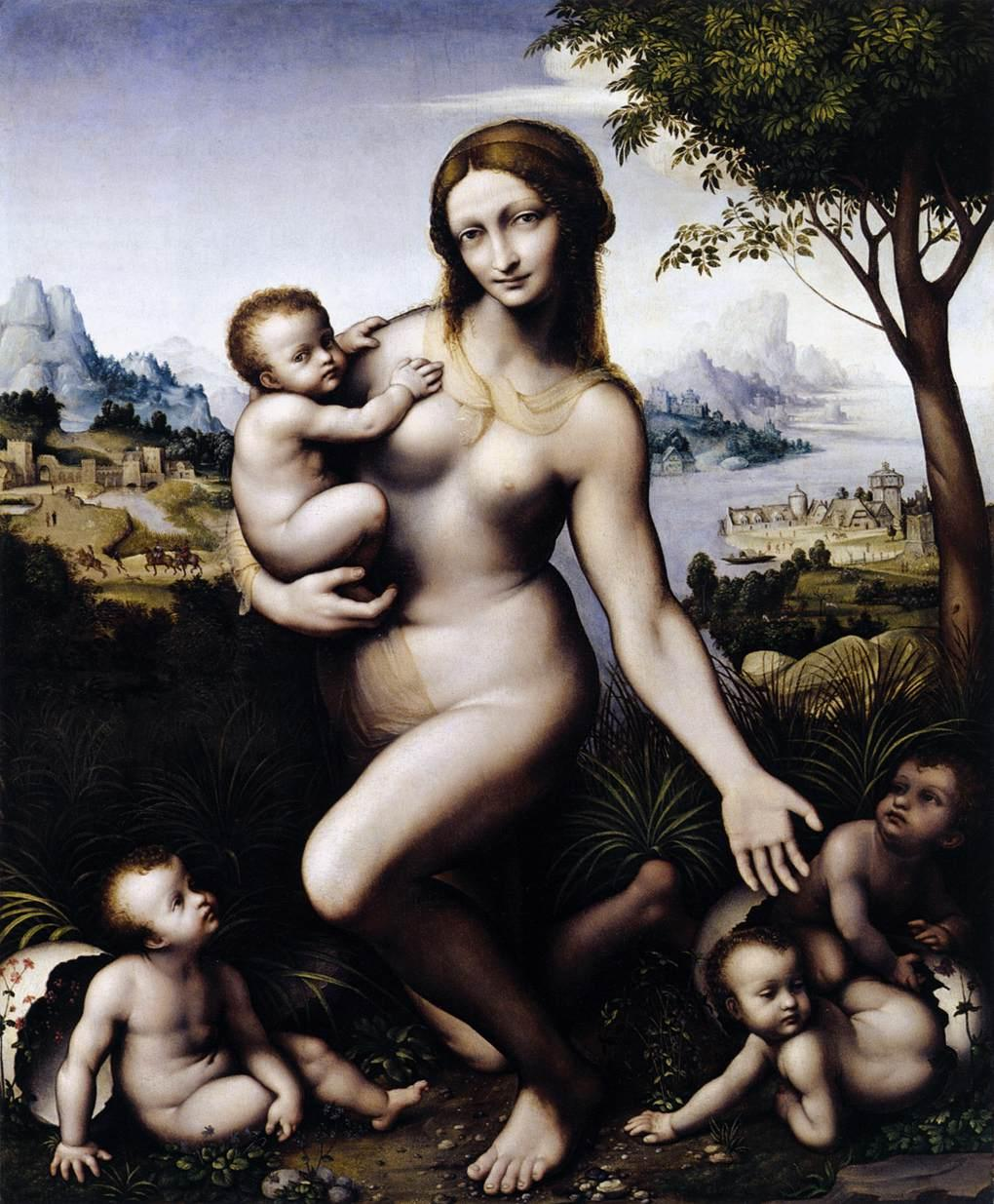
Leda e os seus Filhos (c. 1515-1520) Giampietrino, atualmente na Gemäldegalerie Alte Meister, Kassel.